# Farinelli
Carlo Maria Michelangelo Nicola Broschi, conhecido pelo pseudônimo de Farinelli (Andria, 24 de janeiro de 1705 — Bolonha, 15 de julho de 1782), foi um lendário castrato do século XVIII, o mais popular e bem pago cantor de ópera da Europa em sua época.

## Os castrati
Castrato (termo extraído do idioma italiano, cuja tradução lusófona trata-se literalmente de "castrado") é o nome pelo qual eram conhecidos os cantores masculinos que, a fim de terem preservada, ainda na fase adulta, a tessitura vocal da infância (cuja extensão vocal é quase idêntica àquela própria das tessituras vocais femininas, sejam de soprano, de mezzo-soprano ou de contralto), eram submetidos a uma operação cirúrgica de corte dos canais provenientes dos testículos, a partir da qual a chamada "mudança de voz" não ocorria.
A prática de castração de jovens cantores teve início no século XVI (tendo surgido a partir da necessidade de vozes agudas nos grupos corais das igrejas da Europa Ocidental, já que a Igreja Católica Apostólica Romana não aceitava mulheres no coro de suas igrejas)[carece de fontes?], atingindo seu auge nos séculos XVII e XVIII (de tal sorte que, nas óperas do compositor barroco alemão Georg Friedrich Händel, por exemplo, o papel do herói era frequentemente escrito para castrato).
Muitos dos rapazes que eram submetidos à castração tratava-se de crianças órfãs ou abandonadas. Algumas famílias pobres, incapazes de criar a sua prole numerosa, entregavam um filho para ser castrado. Em Nápoles, recebiam a sua instrução em conservatórios pertencentes à Igreja, onde lecionavam músicos de renome. Algumas fontes referem que muitas barbearias napolitanas tinham, à entrada, um dístico com a indicação "Qui si castrano ragazzi" ("Aqui castram-se rapazes").
Na segunda metade do século XIX, com a chegada do verismo na ópera, a popularidade dos castrati entrou em declínio. Durante alguns anos, é verdade, ainda houve desses cantores na Itália, mas, com o decorrer do tempo, esses papéis foram transferidos aos contratenores e, por vezes, às contraltos ou às sopranos.
Foi só em 1870, não obstante, que o castratismo destinado a este fim foi terminantemente proibido na Itália (o último país onde ainda era efetuado). E, em 1902, o papa Leão XIII proibiu definitivamente a utilização de castrati nos coros das igrejas.
O último castrato a abandonar o coro da Capela Sistina foi Alessandro Moreschi (1858-1922), no ano de 1913. Há alguns registros fonográficos da voz deste castrato, que, entre 1902 e 1904, gravou exatos dez discos.

## Biografia
Carlo Maria Broschi foi castrado ainda na infância, quando ainda se tratava de um menino.
Sua extensão vocal abrangia do Lá2 até Ré6, como escreveu Johann Joachim Quantz:
| “ | Farinelli tem uma voz de soprano ligeiro, completa, rica, luminosa e bem trabalhada, com uma extensão que abrange desde o Lá debaixo do Dó central a Ré três oitavas acima do Dó médio… Sua entonação era pura, seus vibratos maravilhosos, seu controle sobre sua respiração era extraordinário e sua garganta muito ágil, porque cantou os intervalos mais amplos rapidamente e com a maior facilidade e firmeza. As passagens das obras e todo tipo de melismas não representaram dificuldades para ele. Na invenção das ornamentações livres nos adágios foi muito fértil. | ” |

(Dó médio = Dó central ou Dó 3)
Carlo Broschi tinha um irmão, Riccardo Broschi, que era compositor.

## Farinelli - Il Castrato
Em 1994, foi lançado um filme sobre a vida de Farinelli, intitulado "Farinelli - Il Castrato".
Dirigido por Gerard Corbiau e estrelado, entre outros, por Stephano Dionisi, Enrico Lo Verso, Elsa Zylberstein e Jeroen Krabbé, a produção cinematográfica italiana arrematou o Globo de Ouro, como melhor filme estrangeiro, além de ter sido indicada ao Oscar, na categoria de melhor filme estrangeiro.
A produção utiliza-se, como trilha sonora, de temas musicais de compositores barrocos como Riccardo Broschi, Johann Adolf Hasse, Georg Friedrich Händel, Giovanni Battista Pergolesi e Nicola Antonio Porpora.